# Élections municipales de 2014 en Guadeloupe
Les élections municipales de 2014 en Guadeloupe ont eu lieu les 23 et 30 mars.

## Résultats du premier tour
Le 23 mars, dans les 32 communes guadeloupéennes, 20 listes sont élues dès le premier tour, 15 maires voyant leurs listes de nouveau réélues. Lors de ce premier tour, le taux de participation était de 61,38 %, contre 64,03 % lors des élections de 2008.

## Maires sortants et maires élus
Le scrutin est marqué par une stabilité politique relative. La gauche est battue à Anse-Bertrand, Bouillante et Vieux-Habitants. Elle remporte en revanche Baillif, Sainte-Anne et Sainte-Rose. La gauche demeure majoritaire dans le département avec le maintien des maires sortants dans les principales villes. La droite se maintient à Basse-Terre, Caspesterre-Belle-Eau et Saint-François notamment.
| Commune                     | Population | Maire sortant                | Parti | Parti | Maire élu                    | Parti | Parti |
| --------------------------- | ---------- | ---------------------------- | ----- | ----- | ---------------------------- | ----- | ----- |
| Anse-Bertrand               | 4 910      | Alfred Dona-Erie             |       | DVG   | Édouard Delta                |       | DVD   |
| Baie-Mahault                | 30 201     | Ary Chalus                   |       | GUSR  | Ary Chalus                   |       | GUSR  |
| Baillif                     | 5 094      | Marie-Lucile Breslau         |       | UMP   | Marie-Yveline Theobald       |       | FGPS  |
| Basse-Terre                 | 11 730     | Lucette Michaux-Chevry       |       | UMP   | Lucette Michaux-Chevry       |       | UMP   |
| Bouillante                  | 7 513      | Jean-Claude Malo             |       | DVG   | Thierry Abelli               |       | DVD   |
| Capesterre-Belle-Eau        | 19 448     | Joël Beaugendre              |       | UMP   | Joël Beaugendre              |       | UMP   |
| Capesterre-de-Marie-Galante | 3 352      | Marlène Bourgeois-Miraculeux |       | GUSR  | Marlène Bourgeois-Miraculeux |       | GUSR  |
| Deshaies                    | 4 356      | Jeanny Marc                  |       | GUSR  | Jeanny Marc                  |       | GUSR  |
| Gourbeyre                   | 7 855      | Luc Adémar                   |       | UMP   | Luc Adémar                   |       | UMP   |
| Goyave                      | 8 309      | Ferdy Louisy                 |       | FGPS  | Ferdy Louisy                 |       | FGPS  |
| Grand-Bourg                 | 5 470      | Maryse Etzol                 |       | FGPS  | Maryse Etzol                 |       | FGPS  |
| La Désirade                 | 1 554      | René Noël                    |       | FGPS  | Jean-Claude Pioche           |       | DVG   |
| Lamentin                    | 15 486     | José Toribio                 |       | PSG   | Jocelyn Sapotille            |       | FGPS  |
| Le Gosier                   | 26 739     | Jean-Pierre Dupont           |       | GUSR  | Jean-Pierre Dupont           |       | GUSR  |
| Le Moule                    | 22 533     | Gabrielle Louis-Carabin      |       | DVG   | Gabrielle Louis-Carabin      |       | DVG   |
| Les Abymes                  | 59 311     | Éric Jalton                  |       | FGPS  | Éric Jalton                  |       | FGPS  |
| Morne-à-l'Eau               | 16 767     | Jean-Claude Lombion          |       | PCG   | Jean-Claude Lombion          |       | PCG   |
| Petit-Bourg                 | 23 729     | Guy Losbar                   |       | GUSR  | Guy Losbar                   |       | GUSR  |
| Petit-Canal                 | 8 022      | Florent Mitel                |       | PCG   | Blaise Mornal                |       | FGPS  |
| Pointe-à-Pitre              | 16 063     | Jacques Bangou               |       | PPDG  | Jacques Bangou               |       | PPDG  |
| Pointe-Noire                | 6 957      | Philippe Sinivassin          |       | FGPS  | Christian Jean-Charles       |       | DVG   |
| Port-Louis                  | 5 541      | Jean Barfleur                |       | DVG   | Victor Arthein               |       | PCG   |
| Saint-Claude                | 10 505     | Élie Califer                 |       | FGPS  | Élie Califer                 |       | FGPS  |
| Saint-François              | 14 953     | Laurent Bernier              |       | UMP   | Laurent Bernier              |       | UMP   |
| Saint-Louis                 | 2 582      | Jacques Cornano              |       | DVG   | Jacques Cornano              |       | DVG   |
| Sainte-Anne                 | 24 346     | Blaise Aldo                  |       | UMP   | Christian Baptiste           |       | PPDG  |
| Sainte-Rose                 | 20 241     | Richard Yacou                |       | UMP   | Claudine Gabriel             |       | FGPS  |
| Terre-de-Bas                | 1 102      | Fred Beaujour                |       | DVG   | Emmanuel Duval               |       | FGPS  |
| Terre-de-Haut               | 1 780      | Louis Molinié                |       | UDI   | Louis Molinié                |       | UDI   |
| Trois-Rivières              | 8 735      | Hélène Vainqueur-Christophe  |       | FGPS  | Hélène Vainqueur-Christophe  |       | FGPS  |
| Vieux-Fort                  | 1 834      | Nérée Bourgeois              |       | FGPS  | Rolland Plantier             |       | FGPS  |
| Vieux-Habitants             | 7 617      | Georges Clairy               |       | FGPS  | Aramis Arbau                 |       | UMP   |

### Résultats en nombre de maires
| Partis       | Partis                                        | Maires sortants | Maires élus | Évolution |
| ------------ | --------------------------------------------- | --------------- | ----------- | --------- |
|              | Fédération guadeloupéenne du Parti socialiste | 9               | 11          | +2        |
|              | Guadeloupe unie, solidaire et responsable     | 5               | 5           | -         |
|              | Divers gauche                                 | 6               | 4           | -2        |
|              | Parti communiste guadeloupéen                 | 2               | 2           | -         |
|              | Parti progressiste démocratique guadeloupéen  | 1               | 2           | +1        |
|              | Parti socialiste guadeloupéen                 | 1               | 0           | -1        |
| Total gauche | Total gauche                                  | 24              | 24          | +2        |
|              | Union pour un mouvement populaire             | 7               | 5           | -2        |
|              | Divers droite                                 | 0               | 2           | +2        |
|              | Union des démocrates et indépendants          | 1               | 1           | -         |
| Total droite | Total droite                                  | 8               | 8           | -         |
| Total        | Total                                         | 32              | 32          | -         |

## Résultats dans les communes de plus de1 000 habitants

### Anse-Bertrand
- Maire sortant : Alfred Dona-Erie (DVG)
- 27 sièges à pourvoir au conseil municipal (population légale 2011 : 4 910 habitants)
- 4 sièges à pourvoir au conseil communautaire (CA du Nord Grande-Terre)

|                          | Édouard Delta                | DVD            | 1 883 | 54,73  | 22 | 3 |  |  |
|                          | Alfred Ferdinand Dona-Erie * | DVG            | 1 262 | 36,68  | 5  | 1 |  |  |
|                          | Daniel Moustache             | DIV            | 179   | 5,20   |    |   |  |  |
|                          | Marcellus Nubret             | DIV            | 116   | 3,37   |    |   |  |  |
|                          |                              |                |       |        |    |   |  |  |
| Inscrits                 | Inscrits                     | Inscrits       | 5 088 | 100,00 |    |   |  |  |
| Abstentions              | Abstentions                  | Abstentions    | 1 503 | 29,54  |    |   |  |  |
| Votants                  | Votants                      | Votants        | 3 585 | 70,46  |    |   |  |  |
| Blancs et nuls           | Blancs et nuls               | Blancs et nuls | 145   | 4,04   |    |   |  |  |
| Exprimés                 | Exprimés                     | Exprimés       | 3 440 | 95,96  |    |   |  |  |
| * Liste du maire sortant |                              |                |       |        |    |   |  |  |

### Baie-Mahault
- Maire sortant : Ary Chalus (GUSR)
- 39 sièges à pourvoir au conseil municipal (population légale 2011 : 30 201 habitants)
- 16 sièges à pourvoir au conseil communautaire (CA Cap Excellence)

|                          | Ary Chalus *      | GUSR           | 9 483  | 80,90  | 36 | 15 |  |  |
|                          | Sylvie Chammougon | FGPS           | 1 987  | 16,95  | 3  | 1  |  |  |
|                          | Paul Éric Confiac | DVG            | 251    | 2,14   |    |    |  |  |
|                          |                   |                |        |        |    |    |  |  |
| Inscrits                 | Inscrits          | Inscrits       | 20 546 | 100,00 |    |    |  |  |
| Abstentions              | Abstentions       | Abstentions    | 8 198  | 39,90  |    |    |  |  |
| Votants                  | Votants           | Votants        | 12 348 | 60,10  |    |    |  |  |
| Blancs et nuls           | Blancs et nuls    | Blancs et nuls | 627    | 5,08   |    |    |  |  |
| Exprimés                 | Exprimés          | Exprimés       | 11 721 | 94,92  |    |    |  |  |
| * Liste du maire sortant |                   |                |        |        |    |    |  |  |

### Baillif
- Maire sortant : Marie-Lucile Breslau (UMP)
- 29 sièges à pourvoir au conseil municipal (population légale 2011 : 5 094 habitants)
- 3 sièges à pourvoir au conseil communautaire (CA Grand Sud Caraïbe)

| Tête de liste            | Tête de liste          | Liste          | Premier tour | Premier tour | Second tour | Second tour | Sièges | Sièges |
| Tête de liste            | Tête de liste          | Liste          | Voix         | %            | Voix        | %           | CM     | CC     |
| ------------------------ | ---------------------- | -------------- | ------------ | ------------ | ----------- | ----------- | ------ | ------ |
|                          | Marie-Lucile Breslau * | UMP            | 1 353        | 42,30        | 1 695       | 49,63       | 7      | 1      |
|                          | Marie-Yveline Theobald | FGPS           | 1 084        | 33,89        | 1 720       | 50,36       | 22     | 2      |
|                          | Sylvie Gustave         | DVG            | 761          | 23,79        |             |             |        |        |
|                          |                        |                |              |              |             |             |        |        |
| Inscrits                 | Inscrits               | Inscrits       | 4 526        | 100,00       | 4 816       | 100,00      |        |        |
| Abstentions              | Abstentions            | Abstentions    | 1 183        | 26,14        | 1 259       | 26,14       |        |        |
| Votants                  | Votants                | Votants        | 3 343        | 73,86        | 3 557       | 73,86       |        |        |
| Blancs et nuls           | Blancs et nuls         | Blancs et nuls | 145          | 4,34         | 142         | 3,99        |        |        |
| Exprimés                 | Exprimés               | Exprimés       | 3 198        | 95,66        | 3 415       | 96,01       |        |        |
| * Liste du maire sortant |                        |                |              |              |             |             |        |        |

### Basse-Terre
- Maire sortant : Lucette Michaux-Chevry (UMP)
- 33 sièges à pourvoir au conseil municipal (population légale 2011 : 11 730 habitants)
- 6 sièges à pourvoir au conseil communautaire (CA Grand Sud Caraïbe)

|                          | Lucette Michaux-Chevry * | UMP            | 3 198 | 56,36  | 27 | 5 |  |  |
|                          | André Atallah            | FGPS           | 1 395 | 24,58  | 4  | 1 |  |  |
|                          | Guy Georges              | DVD            | 545   | 9,60   | 1  |   |  |  |
|                          | Roland Ezelin            | DIV            | 536   | 9,44   | 1  |   |  |  |
|                          |                          |                |       |        |    |   |  |  |
| Inscrits                 | Inscrits                 | Inscrits       | 9 851 | 100,00 |    |   |  |  |
| Abstentions              | Abstentions              | Abstentions    | 3 872 | 39,31  |    |   |  |  |
| Votants                  | Votants                  | Votants        | 5 979 | 60,69  |    |   |  |  |
| Blancs et nuls           | Blancs et nuls           | Blancs et nuls | 305   | 5,10   |    |   |  |  |
| Exprimés                 | Exprimés                 | Exprimés       | 5 674 | 94,90  |    |   |  |  |
| * Liste du maire sortant |                          |                |       |        |    |   |  |  |

### Bouillante
- Maire sortant : Jean-Claude Malo (DVG)
- 29 sièges à pourvoir au conseil municipal (population légale 2011 : 7 513 habitants)
- 4 sièges à pourvoir au conseil communautaire (CA Grand Sud Caraïbe)

| Tête de liste            | Tête de liste               | Liste          | Premier tour | Premier tour | Second tour | Second tour | Sièges | Sièges |
| Tête de liste            | Tête de liste               | Liste          | Voix         | %            | Voix        | %           | CM     | CC     |
| ------------------------ | --------------------------- | -------------- | ------------ | ------------ | ----------- | ----------- | ------ | ------ |
|                          | Thierry Abelli              | DVD            | 1 356        | 35,55        | 2 271       | 54,72       | 23     | 3      |
|                          | Jean-Claude Malo *          | DVG            | 870          | 22,81        | 1 379       | 33,22       | 5      | 1      |
|                          | Marc Guilliod               | DIV            | 401          | 10,51        | 500         | 12,04       | 1      |        |
|                          | Robert Racon                | DVD            | 288          | 7,55         |             |             |        |        |
|                          | Nathalie Letin              | DIV            | 253          | 6,63         |             |             |        |        |
|                          | Michel Brard                | DVG            | 214          | 5,61         |             |             |        |        |
|                          | Doris Nabal-checkmodine-dib | DVG            | 205          | 5,37         |             |             |        |        |
|                          | Jean-Marie Brissac          | DVG            | 123          | 3,22         |             |             |        |        |
|                          | Hermann Capraja             | DVG            | 104          | 2,72         |             |             |        |        |
|                          |                             |                |              |              |             |             |        |        |
| Inscrits                 | Inscrits                    | Inscrits       | 6 353        | 100,00       | 6 353       | 100,00      |        |        |
| Abstentions              | Abstentions                 | Abstentions    | 2 340        | 36,83        | 2 022       | 31,83       |        |        |
| Votants                  | Votants                     | Votants        | 4 013        | 63,17        | 4 331       | 68,17       |        |        |
| Blancs et nuls           | Blancs et nuls              | Blancs et nuls | 199          | 4,96         | 181         | 4,18        |        |        |
| Exprimés                 | Exprimés                    | Exprimés       | 3 814        | 95,04        | 4 150       | 95,82       |        |        |
| * Liste du maire sortant |                             |                |              |              |             |             |        |        |

### Capesterre-Belle-Eau
- Maire sortant : Joël Beaugendre (UMP)
- 33 sièges à pourvoir au conseil municipal (population légale 2011 : 19 448 habitants)
- 10 sièges à pourvoir au conseil communautaire (CA Grand Sud Caraïbe)

| Tête de liste            | Tête de liste          | Liste          | Premier tour | Premier tour | Second tour | Second tour | Sièges | Sièges |
| Tête de liste            | Tête de liste          | Liste          | Voix         | %            | Voix        | %           | CM     | CC     |
| ------------------------ | ---------------------- | -------------- | ------------ | ------------ | ----------- | ----------- | ------ | ------ |
|                          | Joël Beaugendre *      | UMP            | 3 872        | 41,97        | 5 422       | 53,65       | 26     | 8      |
|                          | Hugues Ramdini         | FGPS           | 2 642        | 28,63        | 4 684       | 46,34       | 7      | 2      |
|                          | Jean-Philippe Courtois | DVG            | 2 419        | 26,22        |             |             |        |        |
|                          | Jean-Marie Nomertin    | CO             | 292          | 3,16         |             |             |        |        |
|                          |                        |                |              |              |             |             |        |        |
| Inscrits                 | Inscrits               | Inscrits       | 15 237       | 100,00       | 15 236      | 100,00      |        |        |
| Abstentions              | Abstentions            | Abstentions    | 5 619        | 36,88        | 4 657       | 30,57       |        |        |
| Votants                  | Votants                | Votants        | 9 618        | 63,12        | 10 579      | 69,43       |        |        |
| Blancs et nuls           | Blancs et nuls         | Blancs et nuls | 393          | 4,09         | 473         | 4,47        |        |        |
| Exprimés                 | Exprimés               | Exprimés       | 9 225        | 95,91        | 10 106      | 95,53       |        |        |
| * Liste du maire sortant |                        |                |              |              |             |             |        |        |

### Capesterre-de-Marie-Galante
- Maire sortant : Marlène Bourgeois-Miraculeux (GUSR)
- 23 sièges à pourvoir au conseil municipal (population légale 2011 : 3 352 habitants)
- 5 sièges à pourvoir au conseil communautaire (CC de Marie-Galante)

| Tête de liste            | Tête de liste                   | Liste          | Premier tour | Premier tour | Second tour | Second tour | Sièges | Sièges |
| Tête de liste            | Tête de liste                   | Liste          | Voix         | %            | Voix        | %           | CM     | CC     |
| ------------------------ | ------------------------------- | -------------- | ------------ | ------------ | ----------- | ----------- | ------ | ------ |
|                          | Marlène Miraculeux- Bourgeois * | GUSR           | 874          | 40,42        | 1 260       | 55,70       | 18     | 4      |
|                          | Benoît Camboulin                | DVD            | 679          | 31,40        | 1 002       | 44,29       | 5      | 1      |
|                          | José Lucina                     | DVG            | 416          | 19,24        |             |             |        |        |
|                          | Francis Croisic                 | UMP            | 193          | 8,92         |             |             |        |        |
|                          |                                 |                |              |              |             |             |        |        |
| Inscrits                 | Inscrits                        | Inscrits       | 3 326        | 100,00       | 3 328       | 100,00      |        |        |
| Abstentions              | Abstentions                     | Abstentions    | 1 031        | 31,00        | 957         | 28,76       |        |        |
| Votants                  | Votants                         | Votants        | 2 295        | 69,00        | 2 371       | 71,24       |        |        |
| Blancs et nuls           | Blancs et nuls                  | Blancs et nuls | 133          | 5,80         | 109         | 4,60        |        |        |
| Exprimés                 | Exprimés                        | Exprimés       | 2 162        | 94,20        | 2 262       | 95,40       |        |        |
| * Liste du maire sortant |                                 |                |              |              |             |             |        |        |

### Deshaies
- Maire sortant : Jeanny Marc (GUSR)
- 27 sièges à pourvoir au conseil municipal (population légale 2011 : 4 356 habitants)
- 2 sièges à pourvoir au conseil communautaire (CA du Nord Basse-Terre)

|                          | Jeanny Marc *  | GUSR           | 1 371 | 50,44  | 21 | 2 |  |  |
|                          | Max Mathiasin  | FGPS           | 1 085 | 39,91  | 5  |   |  |  |
|                          | Félix Flemin   | PCG            | 262   | 9,63   | 1  |   |  |  |
|                          |                |                |       |        |    |   |  |  |
| Inscrits                 | Inscrits       | Inscrits       | 3 777 | 100,00 |    |   |  |  |
| Abstentions              | Abstentions    | Abstentions    | 957   | 25,34  |    |   |  |  |
| Votants                  | Votants        | Votants        | 2 820 | 74,66  |    |   |  |  |
| Blancs et nuls           | Blancs et nuls | Blancs et nuls | 102   | 3,62   |    |   |  |  |
| Exprimés                 | Exprimés       | Exprimés       | 2 718 | 96,38  |    |   |  |  |
| * Liste du maire sortant |                |                |       |        |    |   |  |  |

### Gourbeyre
- Maire sortant : Luc Adémar (UMP)
- 29 sièges à pourvoir au conseil municipal (population légale 2011 : 7 855 habitants)
- 4 sièges à pourvoir au conseil communautaire (CA Grand Sud Caraïbe)

|                          | Luc Adémar *   | UMP            | 1 617 | 55,75  | 23 | 4 |  |  |
|                          | Claude Edmond  | DVG            | 552   | 19,03  | 3  |   |  |  |
|                          | Guy Suzin      | DVG            | 387   | 13,34  | 2  |   |  |  |
|                          | Raphaël Vignal | DIV            | 344   | 11,86  | 1  |   |  |  |
|                          |                |                |       |        |    |   |  |  |
| Inscrits                 | Inscrits       | Inscrits       | 5 449 | 100,00 |    |   |  |  |
| Abstentions              | Abstentions    | Abstentions    | 2 336 | 42,87  |    |   |  |  |
| Votants                  | Votants        | Votants        | 3 113 | 57,13  |    |   |  |  |
| Blancs et nuls           | Blancs et nuls | Blancs et nuls | 213   | 6,84   |    |   |  |  |
| Exprimés                 | Exprimés       | Exprimés       | 2 900 | 93,16  |    |   |  |  |
| * Liste du maire sortant |                |                |       |        |    |   |  |  |

### Goyave
- Maire sortant : Ferdy Louisy (FGPS)
- 29 sièges à pourvoir au conseil municipal (population légale 2011 : 8 309 habitants)
- 4 sièges à pourvoir au conseil communautaire (CA du Nord Basse-Terre)

| Tête de liste            | Tête de liste          | Liste          | Premier tour | Premier tour | Second tour | Second tour | Sièges | Sièges |
| Tête de liste            | Tête de liste          | Liste          | Voix         | %            | Voix        | %           | CM     | CC     |
| ------------------------ | ---------------------- | -------------- | ------------ | ------------ | ----------- | ----------- | ------ | ------ |
|                          | Ferdy Louisy *         | FGPS           | 1 473        | 49,47        | 1 708       | 50,54       | 22     | 3      |
|                          | Rémy Senneville        | GUSR           | 1 043        | 35,03        | 1 671       | 49,45       | 7      | 1      |
|                          | Patrick André Brochant | DVD            | 301          | 10,11        |             |             |        |        |
|                          | Antoine Sahaï          | DIV            | 160          | 5,37         |             |             |        |        |
|                          |                        |                |              |              |             |             |        |        |
| Inscrits                 | Inscrits               | Inscrits       | 4 948        | 100,00       | 4 948       | 100,00      |        |        |
| Abstentions              | Abstentions            | Abstentions    | 1 823        | 36,84        | 1 441       | 29,12       |        |        |
| Votants                  | Votants                | Votants        | 3 125        | 63,16        | 3 507       | 70,88       |        |        |
| Blancs et nuls           | Blancs et nuls         | Blancs et nuls | 148          | 4,74         | 128         | 3,65        |        |        |
| Exprimés                 | Exprimés               | Exprimés       | 2 977        | 95,26        | 3 379       | 96,35       |        |        |
| * Liste du maire sortant |                        |                |              |              |             |             |        |        |

### Grand-Bourg
- Maire sortant : Maryse Etzol (FGPS)
- 29 sièges à pourvoir au conseil municipal (population légale 2011 : 5 470 habitants)
- 7 sièges à pourvoir au conseil communautaire (CC de Marie-Galante)

|                          | Maryse Etzol * | FGPS           | 2 321 | 71,34  | 25 | 7 |  |  |
|                          | Jean Girard    | DVG            | 665   | 20,44  | 3  |   |  |  |
|                          | Daniel Cimon   | GUSR           | 267   | 8,20   | 1  |   |  |  |
|                          |                |                |       |        |    |   |  |  |
| Inscrits                 | Inscrits       | Inscrits       | 5 336 | 100,00 |    |   |  |  |
| Abstentions              | Abstentions    | Abstentions    | 1 893 | 35,48  |    |   |  |  |
| Votants                  | Votants        | Votants        | 3 443 | 64,52  |    |   |  |  |
| Blancs et nuls           | Blancs et nuls | Blancs et nuls | 190   | 5,52   |    |   |  |  |
| Exprimés                 | Exprimés       | Exprimés       | 3 253 | 94,48  |    |   |  |  |
| * Liste du maire sortant |                |                |       |        |    |   |  |  |

### La Désirade
- Maire sortant : René Noël (DVG)
- 19 sièges à pourvoir au conseil municipal (population légale 2011 : 1 554 habitants)
- 3 sièges à pourvoir au conseil communautaire (CA La Riviéra du Levant)

|                          | Jean-Claude Pioche | DVG            | 696   | 53,00  | 15 | 2 |  |  |
|                          | René Noël *        | DVG            | 617   | 46,99  | 4  | 1 |  |  |
|                          |                    |                |       |        |    |   |  |  |
| Inscrits                 | Inscrits           | Inscrits       | 1 627 | 100,00 |    |   |  |  |
| Abstentions              | Abstentions        | Abstentions    | 274   | 16,84  |    |   |  |  |
| Votants                  | Votants            | Votants        | 1 353 | 83,16  |    |   |  |  |
| Blancs et nuls           | Blancs et nuls     | Blancs et nuls | 40    | 2,96   |    |   |  |  |
| Exprimés                 | Exprimés           | Exprimés       | 1 313 | 97,04  |    |   |  |  |
| * Liste du maire sortant |                    |                |       |        |    |   |  |  |

### Lamentin
- Maire sortant : José Toribio (PSG)
- 33 sièges à pourvoir au conseil municipal (population légale 2011 : 15 486 habitants)
- 9 sièges à pourvoir au conseil communautaire (CA du Nord Basse-Terre)

| Tête de liste            | Tête de liste     | Liste          | Premier tour | Premier tour | Second tour | Second tour | Sièges | Sièges |
| Tête de liste            | Tête de liste     | Liste          | Voix         | %            | Voix        | %           | CM     | CC     |
| ------------------------ | ----------------- | -------------- | ------------ | ------------ | ----------- | ----------- | ------ | ------ |
|                          | Jocelyn Sapotille | FGPS           | 3 409        | 45,12        | 4 510       | 52,91       | 25     | 7      |
|                          | José Toribio *    | PSG            | 3 282        | 43,44        | 4 013       | 47,08       | 8      | 2      |
|                          | Daniel Juliard    | DVD            | 676          | 8,94         |             |             |        |        |
|                          | Lucette Merabli   | DVG            | 188          | 2,48         |             |             |        |        |
|                          |                   |                |              |              |             |             |        |        |
| Inscrits                 | Inscrits          | Inscrits       | 11 895       | 100,00       | 11 756      | 100,00      |        |        |
| Abstentions              | Abstentions       | Abstentions    | 3 988        | 33,53        | 2 907       | 24,73       |        |        |
| Votants                  | Votants           | Votants        | 7 907        | 66,47        | 8 849       | 75,27       |        |        |
| Blancs et nuls           | Blancs et nuls    | Blancs et nuls | 352          | 4,45         | 326         | 3,68        |        |        |
| Exprimés                 | Exprimés          | Exprimés       | 7 555        | 95,55        | 8 523       | 96,32       |        |        |
| * Liste du maire sortant |                   |                |              |              |             |             |        |        |

### Le Gosier
- Maire sortant : Jean-Pierre Dupont (GUSR)
- 35 sièges à pourvoir au conseil municipal (population légale 2011 : 26 739 habitants)
- 16 sièges à pourvoir au conseil communautaire (CA La Riviéra du Levant)

|                          | Jean-Pierre Dupont * | GUSR           | 5 419  | 61,45  | 29 | 13 |  |  |
|                          | Roberte Méri         | FGPS           | 3 399  | 38,54  | 6  | 3  |  |  |
|                          |                      |                |        |        |    |    |  |  |
| Inscrits                 | Inscrits             | Inscrits       | 19 231 | 100,00 |    |    |  |  |
| Abstentions              | Abstentions          | Abstentions    | 9 713  | 50,51  |    |    |  |  |
| Votants                  | Votants              | Votants        | 9 518  | 49,49  |    |    |  |  |
| Blancs et nuls           | Blancs et nuls       | Blancs et nuls | 700    | 7,35   |    |    |  |  |
| Exprimés                 | Exprimés             | Exprimés       | 8 818  | 92,65  |    |    |  |  |
| * Liste du maire sortant |                      |                |        |        |    |    |  |  |

### Le Moule
- Maire sortant : Gabrielle Louis-Carabin (DVG)
- 35 sièges à pourvoir au conseil municipal (population légale 2011 : 22 533 habitants)
- 12 sièges à pourvoir au conseil communautaire (CA du Nord Grande-Terre)

|                          | Gabrielle Louis-Carabin * | DVG            | 6 487  | 73,58  | 32 | 12 |  |  |
|                          | Germaine Lacreole         | FGPS           | 1 078  | 12,22  | 2  |    |  |  |
|                          | Marcelin Chingan          | PPDG           | 789    | 8,94   | 1  |    |  |  |
|                          | Agathe Ryfer              | DIV            | 462    | 5,24   |    |    |  |  |
|                          |                           |                |        |        |    |    |  |  |
| Inscrits                 | Inscrits                  | Inscrits       | 17 059 | 100,00 |    |    |  |  |
| Abstentions              | Abstentions               | Abstentions    | 7 619  | 44,66  |    |    |  |  |
| Votants                  | Votants                   | Votants        | 9 440  | 55,34  |    |    |  |  |
| Blancs et nuls           | Blancs et nuls            | Blancs et nuls | 624    | 6,61   |    |    |  |  |
| Exprimés                 | Exprimés                  | Exprimés       | 8 816  | 93,39  |    |    |  |  |
| * Liste du maire sortant |                           |                |        |        |    |    |  |  |

### Les Abymes
- Maire sortant : Éric Jalton (FGPS)
- 45 sièges à pourvoir au conseil municipal (population légale 2011 : 59 311 habitants)
- 25 sièges à pourvoir au conseil communautaire (CA Cap Excellence)

|                          | Éric Jalton *   | FGPS           | 11 256 | 53,55  | 36 | 20 |  |  |
|                          | Olivier Serva   | GUSR           | 7 039  | 33,49  | 8  | 4  |  |  |
|                          | Daniel Marsin   | UDI            | 1 638  | 7,79   | 1  | 1  |  |  |
|                          | Paul Naprix     | DVG            | 716    | 3,40   |    |    |  |  |
|                          | Danielle Diakok | EXG            | 368    | 1,75   |    |    |  |  |
|                          |                 |                |        |        |    |    |  |  |
| Inscrits                 | Inscrits        | Inscrits       | 36 610 | 100,00 |    |    |  |  |
| Abstentions              | Abstentions     | Abstentions    | 14 054 | 38,39  |    |    |  |  |
| Votants                  | Votants         | Votants        | 22 556 | 61,61  |    |    |  |  |
| Blancs et nuls           | Blancs et nuls  | Blancs et nuls | 1 539  | 6,82   |    |    |  |  |
| Exprimés                 | Exprimés        | Exprimés       | 21 017 | 93,18  |    |    |  |  |
| * Liste du maire sortant |                 |                |        |        |    |    |  |  |

### Morne-à-l'Eau
- Maire sortant : Jean-Claude Lombion (PCG)
- 33 sièges à pourvoir au conseil municipal (population légale 2011 : 16 767 habitants)
- 9 sièges à pourvoir au conseil communautaire (CA du Nord Grande-Terre)

| Tête de liste            | Tête de liste         | Liste          | Premier tour | Premier tour | Second tour | Second tour | Sièges | Sièges |
| Tête de liste            | Tête de liste         | Liste          | Voix         | %            | Voix        | %           | CM     | CC     |
| ------------------------ | --------------------- | -------------- | ------------ | ------------ | ----------- | ----------- | ------ | ------ |
|                          | Jean-Claude Lombion * | PCG            | 2 971        | 37,37        | 4 980       | 58,27       | 26     | 7      |
|                          | Georges Hermin        | FGPS           | 2 855        | 35,91        | 3 565       | 41,72       | 7      | 2      |
|                          | Jean Bardail          | GUSR           | 2 124        | 26,71        |             |             |        |        |
|                          |                       |                |              |              |             |             |        |        |
| Inscrits                 | Inscrits              | Inscrits       | 13 444       | 100,00       | 13 444      | 100,00      |        |        |
| Abstentions              | Abstentions           | Abstentions    | 5 077        | 37,76        | 4 585       | 34,10       |        |        |
| Votants                  | Votants               | Votants        | 8 367        | 62,24        | 8 859       | 65,90       |        |        |
| Blancs et nuls           | Blancs et nuls        | Blancs et nuls | 417          | 4,98         | 314         | 3,54        |        |        |
| Exprimés                 | Exprimés              | Exprimés       | 7 950        | 95,02        | 8 545       | 96,46       |        |        |
| * Liste du maire sortant |                       |                |              |              |             |             |        |        |

### Petit-Bourg
- Maire sortant : Guy Losbar (GUSR)
- 35 sièges à pourvoir au conseil municipal (population légale 2011 : 23 729 habitants)
- 13 sièges à pourvoir au conseil communautaire (CA du Nord Basse-Terre)

|                          | Guy Losbar *    | GUSR           | 5 103  | 62,20  | 30 | 11 |  |  |
|                          | Thierry Maximin | DVG            | 1 265  | 15,41  | 2  | 1  |  |  |
|                          | Richard Nebor   | FGPS           | 1 065  | 12,98  | 2  | 1  |  |  |
|                          | Fabrice Luce    | DVD            | 771    | 9,39   | 1  |    |  |  |
|                          |                 |                |        |        |    |    |  |  |
| Inscrits                 | Inscrits        | Inscrits       | 16 902 | 100,00 |    |    |  |  |
| Abstentions              | Abstentions     | Abstentions    | 8 145  | 48,19  |    |    |  |  |
| Votants                  | Votants         | Votants        | 8 757  | 51,81  |    |    |  |  |
| Blancs et nuls           | Blancs et nuls  | Blancs et nuls | 553    | 6,31   |    |    |  |  |
| Exprimés                 | Exprimés        | Exprimés       | 8 204  | 93,69  |    |    |  |  |
| * Liste du maire sortant |                 |                |        |        |    |    |  |  |

### Petit-Canal
- Maire sortant : Florent Mitel (PCG)
- 29 sièges à pourvoir au conseil municipal (population légale 2011 : 8 022 habitants)
- 6 sièges à pourvoir au conseil communautaire (CA du Nord Grande-Terre)

| Tête de liste            | Tête de liste           | Liste          | Premier tour | Premier tour | Second tour | Second tour | Sièges | Sièges |
| Tête de liste            | Tête de liste           | Liste          | Voix         | %            | Voix        | %           | CM     | CC     |
| ------------------------ | ----------------------- | -------------- | ------------ | ------------ | ----------- | ----------- | ------ | ------ |
|                          | Blaise Mornal           | FGPS           | 2 023        | 46,43        | 2 569       | 54,94       | 23     | 5      |
|                          | Florent Mitel *         | PCG            | 1 809        | 41,51        | 2 107       | 45,05       | 6      | 1      |
|                          | Michel Girdary Ramssamy | GUSR           | 413          | 9,47         |             |             |        |        |
|                          | Helin Jean-phillippe    | DIV            | 112          | 2,57         |             |             |        |        |
|                          |                         |                |              |              |             |             |        |        |
| Inscrits                 | Inscrits                | Inscrits       | 6 172        | 100,00       | 6 172       | 100,00      |        |        |
| Abstentions              | Abstentions             | Abstentions    | 1 691        | 27,40        | 1 369       | 22,18       |        |        |
| Votants                  | Votants                 | Votants        | 4 481        | 72,60        | 4 803       | 77,82       |        |        |
| Blancs et nuls           | Blancs et nuls          | Blancs et nuls | 124          | 2,77         | 127         | 2,64        |        |        |
| Exprimés                 | Exprimés                | Exprimés       | 4 357        | 97,23        | 4 676       | 97,36       |        |        |
| * Liste du maire sortant |                         |                |              |              |             |             |        |        |

### Pointe-à-Pitre
- Maire sortant : Jacques Bangou (PPDG)
- 33 sièges à pourvoir au conseil municipal (population légale 2011 : 16 063 habitants)
- 9 sièges à pourvoir au conseil communautaire (CA Cap Excellence)

|                          | Jacques Bangou * | PPDG           | 3 326  | 51,54  | 25 | 8 |  |  |
|                          | Harry Durimel    | CELV           | 1 934  | 29,97  | 5  | 1 |  |  |
|                          | Claude Barfleur  | FGPS           | 816    | 12,64  | 2  |   |  |  |
|                          | Henri Yoyotte    | DIV            | 376    | 5,82   | 1  |   |  |  |
|                          |                  |                |        |        |    |   |  |  |
| Inscrits                 | Inscrits         | Inscrits       | 13 608 | 100,00 |    |   |  |  |
| Abstentions              | Abstentions      | Abstentions    | 6 674  | 49,04  |    |   |  |  |
| Votants                  | Votants          | Votants        | 6 934  | 50,96  |    |   |  |  |
| Blancs et nuls           | Blancs et nuls   | Blancs et nuls | 482    | 6,95   |    |   |  |  |
| Exprimés                 | Exprimés         | Exprimés       | 6 452  | 93,05  |    |   |  |  |
| * Liste du maire sortant |                  |                |        |        |    |   |  |  |

### Pointe-Noire
- Maire sortant : Philippe Sinivassin (FGPS)
- 29 sièges à pourvoir au conseil municipal (population légale 2011 : 6 957 habitants)
- 3 sièges à pourvoir au conseil communautaire (CA du Nord Basse-Terre)

| Tête de liste  | Tête de liste          | Liste          | Premier tour | Premier tour | Second tour | Second tour | Sièges | Sièges |
| Tête de liste  | Tête de liste          | Liste          | Voix         | %            | Voix        | %           | CM     | CC     |
| -------------- | ---------------------- | -------------- | ------------ | ------------ | ----------- | ----------- | ------ | ------ |
|                | Camille Élisabeth      | DVG            | 1 704        | 35,39        | 2 200       | 44,46       | 6      | 1      |
|                | Christian Jean-charles | DVG            | 1 574        | 32,69        | 2 748       | 55,53       | 23     | 2      |
|                | Tony Sinivassin        | FGPS           | 1 462        | 30,36        |             |             |        |        |
|                | Marc Phibel            | DIV            | 74           | 1,53         |             |             |        |        |
|                |                        |                |              |              |             |             |        |        |
| Inscrits       | Inscrits               | Inscrits       | 7 008        | 100,00       | 7 007       | 100,00      |        |        |
| Abstentions    | Abstentions            | Abstentions    | 2 061        | 29,41        | 1 886       | 26,92       |        |        |
| Votants        | Votants                | Votants        | 4 947        | 70,59        | 5 121       | 73,08       |        |        |
| Blancs et nuls | Blancs et nuls         | Blancs et nuls | 133          | 2,69         | 173         | 3,38        |        |        |
| Exprimés       | Exprimés               | Exprimés       | 4 814        | 97,31        | 4 948       | 96,62       |        |        |

### Port-Louis
- Maire sortant : Jean Barfleur (UPLG)
- 29 sièges à pourvoir au conseil municipal (population légale 2011 : 5 541 habitants)
- 5 sièges à pourvoir au conseil communautaire (CA du Nord Grande-Terre)

| Tête de liste  | Tête de liste        | Liste          | Premier tour | Premier tour | Second tour | Second tour | Sièges | Sièges |
| Tête de liste  | Tête de liste        | Liste          | Voix         | %            | Voix        | %           | CM     | CC     |
| -------------- | -------------------- | -------------- | ------------ | ------------ | ----------- | ----------- | ------ | ------ |
|                | Jean-Marie Hubert    | UPLG           | 1 646        | 44,42        | 1 796       | 45,10       | 6      | 1      |
|                | Victor Arthein       | PCG            | 1 437        | 38,78        | 2 186       | 54,89       | 23     | 4      |
|                | Bernard Cerci        | DVG            | 353          | 9,52         |             |             |        |        |
|                | Jacques Marie-claire | FGPS           | 173          | 4,66         |             |             |        |        |
|                | Patricia Pompilius   | DIV            | 96           | 2,59         |             |             |        |        |
|                |                      |                |              |              |             |             |        |        |
| Inscrits       | Inscrits             | Inscrits       | 5 176        | 100,00       | 5 176       | 100,00      |        |        |
| Abstentions    | Abstentions          | Abstentions    | 1 310        | 25,31        | 1 084       | 20,94       |        |        |
| Votants        | Votants              | Votants        | 3 866        | 74,69        | 4 092       | 79,06       |        |        |
| Blancs et nuls | Blancs et nuls       | Blancs et nuls | 161          | 4,16         | 110         | 2,69        |        |        |
| Exprimés       | Exprimés             | Exprimés       | 3 705        | 95,84        | 3 982       | 97,31       |        |        |

### Saint-Claude
- Maire sortant : Élie Califer (FGPS)
- 33 sièges à pourvoir au conseil municipal (population légale 2011 : 10 505 habitants)
- 5 sièges à pourvoir au conseil communautaire (CA Grand Sud Caraïbe)

|                          | Élie Califer * | FGPS           | 3 191 | 77,30  | 30 | 5 |  |  |
|                          | Gérald Coralie | DVD            | 937   | 22,69  | 3  |   |  |  |
|                          |                |                |       |        |    |   |  |  |
| Inscrits                 | Inscrits       | Inscrits       | 7 852 | 100,00 |    |   |  |  |
| Abstentions              | Abstentions    | Abstentions    | 3 493 | 44,49  |    |   |  |  |
| Votants                  | Votants        | Votants        | 4 359 | 55,51  |    |   |  |  |
| Blancs et nuls           | Blancs et nuls | Blancs et nuls | 231   | 5,30   |    |   |  |  |
| Exprimés                 | Exprimés       | Exprimés       | 4 128 | 94,70  |    |   |  |  |
| * Liste du maire sortant |                |                |       |        |    |   |  |  |

### Saint-François
- Maire sortant : Laurent Bernier (UMP)
- 33 sièges à pourvoir au conseil municipal (population légale 2011 : 14 953 habitants)
- 9 sièges à pourvoir au conseil communautaire (CA La Riviéra du Levant)

|                          | Laurent Bernier * | UMP            | 3 933  | 60,37  | 28 | 8 |  |  |
|                          | Jean-Luc Perian   | PPDG           | 1 341  | 20,58  | 3  | 1 |  |  |
|                          | Éric Rayapin      | FGPS           | 926    | 14,21  | 2  |   |  |  |
|                          | Laurent Petit     | DVG            | 314    | 4,82   |    |   |  |  |
|                          |                   |                |        |        |    |   |  |  |
| Inscrits                 | Inscrits          | Inscrits       | 10 843 | 100,00 |    |   |  |  |
| Abstentions              | Abstentions       | Abstentions    | 3 991  | 36,81  |    |   |  |  |
| Votants                  | Votants           | Votants        | 6 852  | 63,19  |    |   |  |  |
| Blancs et nuls           | Blancs et nuls    | Blancs et nuls | 338    | 4,93   |    |   |  |  |
| Exprimés                 | Exprimés          | Exprimés       | 6 514  | 95,07  |    |   |  |  |
| * Liste du maire sortant |                   |                |        |        |    |   |  |  |

### Saint-Louis
- Maire sortant : Jacques Cornano (DVG)
- 23 sièges à pourvoir au conseil municipal (population légale 2011 : 2 582 habitants)
- 4 sièges à pourvoir au conseil communautaire (CC de Marie-Galante)

|                          | Jacques Cornano *    | DVG            | 1 126 | 61,76  | 19 | 3 |  |  |
|                          | Camille Pelage       | GUSR           | 576   | 31,59  | 4  | 1 |  |  |
|                          | Philibert Vergerolle | DVG            | 121   | 6,63   |    |   |  |  |
|                          |                      |                |       |        |    |   |  |  |
| Inscrits                 | Inscrits             | Inscrits       | 3 063 | 100,00 |    |   |  |  |
| Abstentions              | Abstentions          | Abstentions    | 1 164 | 38,00  |    |   |  |  |
| Votants                  | Votants              | Votants        | 1 899 | 62,00  |    |   |  |  |
| Blancs et nuls           | Blancs et nuls       | Blancs et nuls | 76    | 4,00   |    |   |  |  |
| Exprimés                 | Exprimés             | Exprimés       | 1 823 | 96,00  |    |   |  |  |
| * Liste du maire sortant |                      |                |       |        |    |   |  |  |

### Sainte-Anne
- Maire sortant : Blaise Aldo (UMP)
- 35 sièges à pourvoir au conseil municipal (population légale 2011 : 24 346 habitants)
- 14 sièges à pourvoir au conseil communautaire (CA La Riviéra du Levant)

| Tête de liste            | Tête de liste      | Liste          | Premier tour | Premier tour | Second tour | Second tour | Sièges | Sièges |
| Tête de liste            | Tête de liste      | Liste          | Voix         | %            | Voix        | %           | CM     | CC     |
| ------------------------ | ------------------ | -------------- | ------------ | ------------ | ----------- | ----------- | ------ | ------ |
|                          | Christian Baptiste | PPDG           | 4 755        | 47,40        | 7 366       | 64,09       | 29     | 12     |
|                          | Blaise Aldo *      | UMP            | 3 901        | 38,88        | 4 127       | 35,90       | 6      | 2      |
|                          | Jacques Kancel     | PCG            | 1 138        | 11,34        |             |             |        |        |
|                          | Fredy Grego        | CO             | 237          | 2,36         |             |             |        |        |
|                          |                    |                |              |              |             |             |        |        |
| Inscrits                 | Inscrits           | Inscrits       | 18 131       | 100,00       | 18 114      | 100,00      |        |        |
| Abstentions              | Abstentions        | Abstentions    | 7 660        | 42,25        | 6 213       | 34,30       |        |        |
| Votants                  | Votants            | Votants        | 10 471       | 57,75        | 11 901      | 65,70       |        |        |
| Blancs et nuls           | Blancs et nuls     | Blancs et nuls | 440          | 4,20         | 408         | 3,43        |        |        |
| Exprimés                 | Exprimés           | Exprimés       | 10 031       | 95,80        | 11 493      | 96,57       |        |        |
| * Liste du maire sortant |                    |                |              |              |             |             |        |        |

### Sainte-Rose
- Maire sortant : Richard Yacou (UMP)
- 35 sièges à pourvoir au conseil municipal (population légale 2011 : 20 241 habitants)
- 11 sièges à pourvoir au conseil communautaire (CA du Nord Basse-Terre)

| Tête de liste            | Tête de liste    | Liste          | Premier tour | Premier tour | Second tour | Second tour | Sièges | Sièges |
| Tête de liste            | Tête de liste    | Liste          | Voix         | %            | Voix        | %           | CM     | CC     |
| ------------------------ | ---------------- | -------------- | ------------ | ------------ | ----------- | ----------- | ------ | ------ |
|                          | Claudine Gabriel | FGPS           | 3 135        | 36,91        | 4 826       | 51,76       | 27     | 9      |
|                          | Richard Yacou *  | UMP            | 2 345        | 27,61        | 3 418       | 36,66       | 6      | 2      |
|                          | Adrien Baron     | DVG            | 1 260        | 14,83        |             |             |        |        |
|                          | Fauvert Savan    | DVD            | 1 103        | 12,98        | 1 079       | 11,57       | 2      |        |
|                          | Alain Lesueur    | DVG            | 650          | 7,65         |             |             |        |        |
|                          |                  |                |              |              |             |             |        |        |
| Inscrits                 | Inscrits         | Inscrits       | 14 617       | 100,00       | 14 617      | 100,00      |        |        |
| Abstentions              | Abstentions      | Abstentions    | 5 699        | 38,99        | 4 892       | 33,47       |        |        |
| Votants                  | Votants          | Votants        | 8 918        | 61,01        | 9 725       | 66,53       |        |        |
| Blancs et nuls           | Blancs et nuls   | Blancs et nuls | 425          | 4,77         | 402         | 4,13        |        |        |
| Exprimés                 | Exprimés         | Exprimés       | 8 493        | 95,23        | 9 323       | 95,87       |        |        |
| * Liste du maire sortant |                  |                |              |              |             |             |        |        |

### Terre-de-Bas
- Maire sortant : Fred Beaujour (DVG)
- 15 sièges à pourvoir au conseil municipal (population légale 2011 : 1 102 habitants)
- 1 sièges à pourvoir au conseil communautaire (CA Grand Sud Caraïbe)

|                | Emmanuel Duval          | FGPS           | 778   | 78,82  | 14 | 1 |  |  |
|                | Monique Brudey-Beaujour | DVG            | 209   | 21,17  | 1  |   |  |  |
|                |                         |                |       |        |    |   |  |  |
| Inscrits       | Inscrits                | Inscrits       | 1 321 | 100,00 |    |   |  |  |
| Abstentions    | Abstentions             | Abstentions    | 286   | 21,65  |    |   |  |  |
| Votants        | Votants                 | Votants        | 1 035 | 78,35  |    |   |  |  |
| Blancs et nuls | Blancs et nuls          | Blancs et nuls | 48    | 4,64   |    |   |  |  |
| Exprimés       | Exprimés                | Exprimés       | 987   | 95,36  |    |   |  |  |

### Terre-de-Haut
- Maire sortant : Louis Molinié (UDI)
- 19 sièges à pourvoir au conseil municipal (population légale 2011 : 1 780 habitants)
- 1 sièges à pourvoir au conseil communautaire (CA Grand Sud Caraïbe)

|                          | Louis Molinié * | UDI            | 938   | 58,29  | 15 | 1 |  |  |
|                          | Hilaire Brudey  | FGPS           | 671   | 41,70  | 4  |   |  |  |
|                          |                 |                |       |        |    |   |  |  |
| Inscrits                 | Inscrits        | Inscrits       | 1 796 | 100,00 |    |   |  |  |
| Abstentions              | Abstentions     | Abstentions    | 152   | 8,46   |    |   |  |  |
| Votants                  | Votants         | Votants        | 1 644 | 91,54  |    |   |  |  |
| Blancs et nuls           | Blancs et nuls  | Blancs et nuls | 35    | 2,13   |    |   |  |  |
| Exprimés                 | Exprimés        | Exprimés       | 1 609 | 97,87  |    |   |  |  |
| * Liste du maire sortant |                 |                |       |        |    |   |  |  |

### Trois-Rivières
- Maire sortant : Hélène Vainqueur-Christophe (FGPS)
- 29 sièges à pourvoir au conseil municipal (population légale 2011 : 8 735 habitants)
- 4 sièges à pourvoir au conseil communautaire (CA Grand Sud Caraïbe)

|                          | Hélène Vainqueur-Christophe * | FGPS           | 3 084 | 71,22  | 25 | 4 |  |  |
|                          | Jimmy Fausta                  | DVD            | 1 246 | 28,77  | 4  |   |  |  |
|                          |                               |                |       |        |    |   |  |  |
| Inscrits                 | Inscrits                      | Inscrits       | 7 114 | 100,00 |    |   |  |  |
| Abstentions              | Abstentions                   | Abstentions    | 2 505 | 35,21  |    |   |  |  |
| Votants                  | Votants                       | Votants        | 4 609 | 64,79  |    |   |  |  |
| Blancs et nuls           | Blancs et nuls                | Blancs et nuls | 279   | 6,05   |    |   |  |  |
| Exprimés                 | Exprimés                      | Exprimés       | 4 330 | 93,95  |    |   |  |  |
| * Liste du maire sortant |                               |                |       |        |    |   |  |  |

### Vieux-Fort
- Maire sortant : Nérée Bourgeois (FGPS)
- 19 sièges à pourvoir au conseil municipal (population légale 2011 : 1 834 habitants)
- 1 sièges à pourvoir au conseil communautaire (CA Grand Sud Caraïbe)

|                | Rolland Plantier | FGPS           | 623   | 52,39  | 15 | 1 |  |  |
|                | Héric Andre      | DVG            | 566   | 47,60  | 4  |   |  |  |
|                |                  |                |       |        |    |   |  |  |
| Inscrits       | Inscrits         | Inscrits       | 1 581 | 100,00 |    |   |  |  |
| Abstentions    | Abstentions      | Abstentions    | 331   | 20,94  |    |   |  |  |
| Votants        | Votants          | Votants        | 1 250 | 79,06  |    |   |  |  |
| Blancs et nuls | Blancs et nuls   | Blancs et nuls | 61    | 4,88   |    |   |  |  |
| Exprimés       | Exprimés         | Exprimés       | 1 189 | 95,12  |    |   |  |  |

### Vieux-Habitants
- Maire sortant : Georges Clairy (FGPS)
- 29 sièges à pourvoir au conseil municipal (population légale 2011 : 7 617 habitants)
- 4 sièges à pourvoir au conseil communautaire (CA Grand Sud Caraïbe)

|                          | Aramis Arbau     | UMP            | 2 619 | 52,44  | 23 | 3 |  |  |
|                          | Georges Clairy * | FGPS           | 2 228 | 44,61  | 6  | 1 |  |  |
|                          | Didier Pezeron   | DIV            | 147   | 2,94   |    |   |  |  |
|                          |                  |                |       |        |    |   |  |  |
| Inscrits                 | Inscrits         | Inscrits       | 6 976 | 100,00 |    |   |  |  |
| Abstentions              | Abstentions      | Abstentions    | 1 722 | 24,68  |    |   |  |  |
| Votants                  | Votants          | Votants        | 5 254 | 75,32  |    |   |  |  |
| Blancs et nuls           | Blancs et nuls   | Blancs et nuls | 260   | 4,95   |    |   |  |  |
| Exprimés                 | Exprimés         | Exprimés       | 4 994 | 95,05  |    |   |  |  |
| * Liste du maire sortant |                  |                |       |        |    |   |  |  |